# Ги I де Туар

Виконтство Туар на карте Франции

Ги I Коричневый (фр. Guy Ier le Brun; 1183 — 1242) — 21-й виконт Туара с 1234 года.
Сын Эмери VII. Наследовал дяде — Раймону I.
Как и другие бароны Пуату, признавал своими сюзеренами королей Англии (в качестве графов Пуату и герцогов Аквитании).

## Семья
В 1239 или 1240 году женился на Аликс де Молеон, дочери Савари де Молеона, которая принесла в приданое шателению Шатонёф и баронию Пузож.
Дети:
- Эмери IX, виконт Туара,
- Омюр, мужья — Жоффруа V де Шатобриан, затем Оливье де л’Иль Бушар
- Рено I, виконт Туара
- Бельассеза
- Савари IV, виконт Туара
- Алиса.